# Oxford School of Drama
Koordinaten: 51° 52′ 3,7″ N, 1° 20′ 49,5″ W

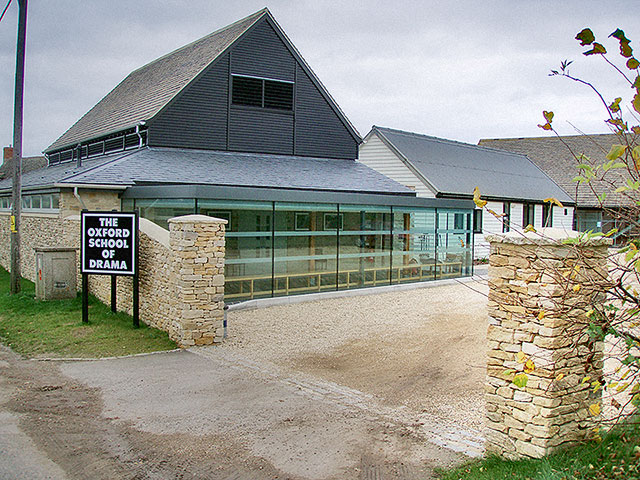
Die Oxford School of Drama

Die Oxford School of Drama ist eine Schauspielschule in Großbritannien. Sie ist die einzige Schauspielschule in Oxfordshire. Die  Oxford School of Drama wurde 1986 von George Peck gegründet.

## Lage
Die Schauspielschule liegt in Wootton rund 16 Kilometer von Oxford entfernt.

## Schauspielausbildung
Die Schule ist eine unabhängige Berufsschauspielschule in der unterschiedliche Kurse angeboten werden. So gibt es ein- und dreijährige Schauspielausbildungszweige. Die Oxford School of Drama nimmt nur eine sehr begrenzte Anzahl an Studenten auf. So liegt das Maximum der aufgenommenen Schüler für den einjährigen Kurs bei 16 und bei dem dreijährigen Schauspielkurs bei 18 Studenten. Die Abschlussprüfung beider Kurse findet dann im  Trinity College in London statt. Zudem werden sechsmonatige Schauspielgrundkurse angeboten.
Die Studenten, die den dreijährigen oder einjährigen Schauspielkurs belegen, können als Unterstützung Geldmittel beantragen, die von der Regierung über das „Dance und Drama Award“ (DADA) System bereitgestellt werden. Diese Zuschüsse in Form eines Unterhaltsstipendiums können bis zu 4550 £ pro Jahr beinhalten.
Leiter der Schule ist George Peck. Außerdem untersteht die Schule noch einem Verwaltungsrat.

## Bekannte Absolventen
Die Oxford School of Drama hat einige bekannte Absolventen. Darunter Christina Cole, die beispielsweise in James Bond 007 – Casino Royale oder in der Fernsehserie Inspector Barnaby mitgespielt hat. 2012 hat auch Alexandra Dowling die Schauspielschule mit Diplom verlassen. Sie dürfte vor allem als Darstellerin der Königin Anna in der Fernsehserie Die Musketiere bekannt sein. Auch die Schauspielerin Claire Foy besuchte die Oxford School of Drama. Sie verkörperte unter anderem die Amy Dorrit in dem Film Klein Dorrit. Catherine McCormack, die unter anderem im Film Braveheart zu sehen war, gehört ebenfalls zu den Absolventen der Einrichtung wie Annabel Scholey, die größere Bekanntheit durch ihre Rolle in der Fernsehserie Being Human erlangte. Des Weiteren besuchte die englische Schauspielerin Charity Wakefield diese Schauspielschule und Anna Walton, die in Filmen wie Hellboy – Die goldene Armee zu sehen war, schloss ihre Schauspielausbildung erfolgreich dort ab.